# Grębociny
Grębociny [pronunciación en polaco: /ɡrɛmbɔˈt͡ɕinɨ/] es un pueblo en el distrito administrativo de Gmina Zelów, dentro del Distrito de Bełchatów, Voivodato de Łódź, en Polonia central. Se encuentra aproximadamente 7 kilómetros al sudeste de Zelów, 10 kilómetros al noroeste de Serłchatów, y 44 kilómetros al sur de la capital regional, Łódź.